# スキーグラフィック
スキーグラフィックは芸文社が発行するスキー専門誌（月刊）である。
1978年に創刊された。
付属のDVDとカラーページの写真解説によってスキーの技術の解説などを主に記載している。
シーズンオフはスキー板やスキーウェア等のニューモデル最新情報などを扱っている。
発売日は、毎月10日。